# Christian Falk
Christian Falk (Hartberg, 1º aprile 1987) è un ex calciatore austriaco, di ruolo attaccante.